# Floris de Vriendt

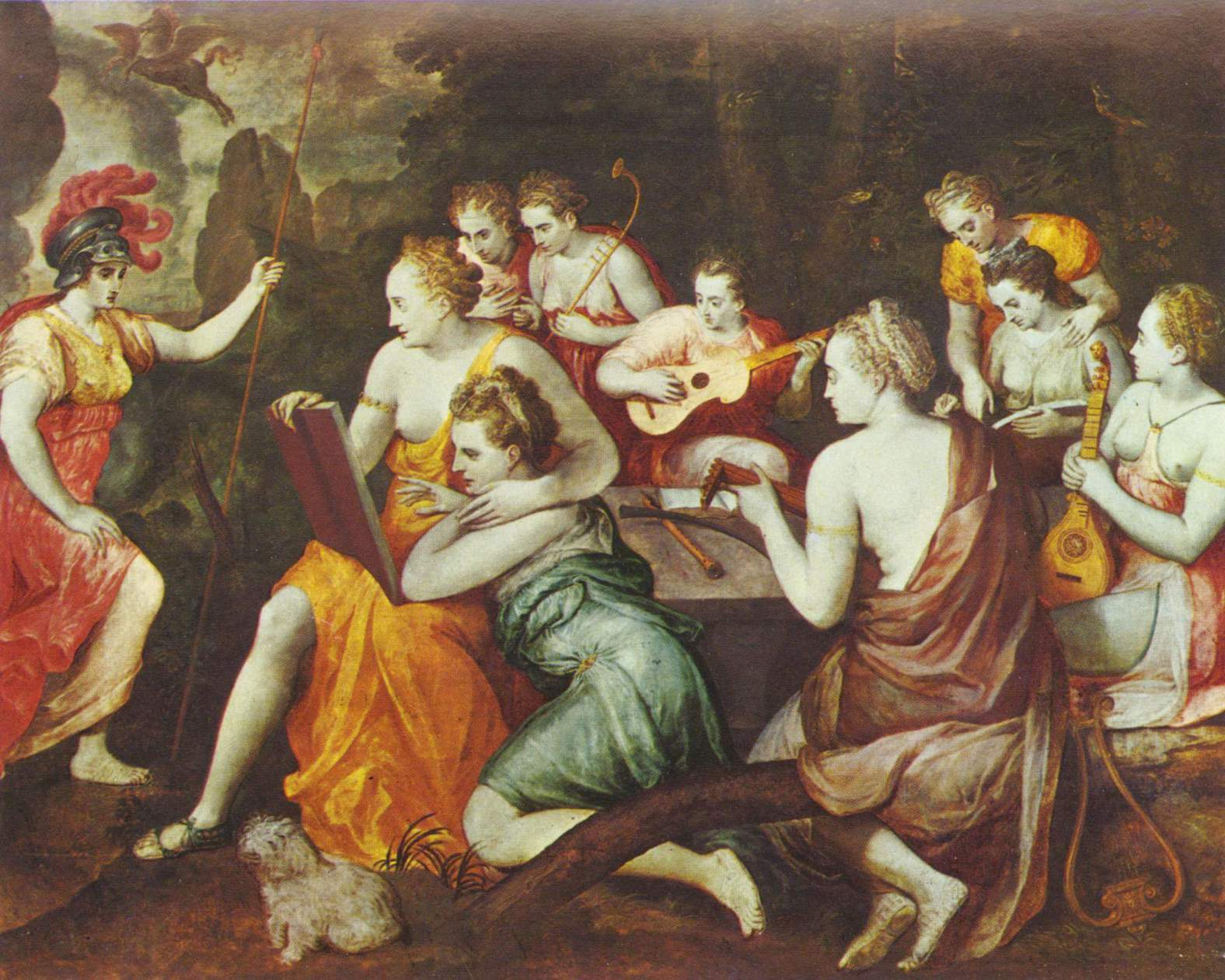
„Athene bei den Musen“ von Frans I.

Floris de Vriendt war ein südniederländisches Geschlecht von Malern, Grafikern und Bildhauern. Cornelis I., Sohn von Floris de Vriendt, war im 15. Jahrhundert Bildhauer in Antwerpen. Bekannte Mitglieder sind:
- Cornelis II. (1513/1514–1575), Sohn von Cornelis I., Baumeister und Bildhauer
- Frans I. (etwa 1520–1570), Bruder von Cornelis II., Maler
  - Frans II.  (etwa 1545–1604), Sohn von Frans I., Maler
- Hans (etwa 1524–1580), Sohn von Cornelis I., Fayencehersteller
- Jacob I. (1524–1581), Sohn von Cornelis I., Glasmaler
  - Jacob II. (?–?), wahrscheinlich Sohn von Jacob I., Glasmaler